# ИНА
ИНА, односно Индустрија нафте, хрватска је нафтна компанија.

## Историјат
ИНА је основана 1. јануара 1964. године спајањем Нафтаплина (предузећа за истраживање и производњу нафте и гаса) са рафинеријама у Ријеци и Сиску, док данашње име добија 31 децембра 1964. године.
Ове две рафинерије заједно данас у просеку годишње прераде између 5 и 5,7 милиона тона сирове нафте годишње. Малопродајну мрежу ИНА-е је у 2010. години сачињавало 489 бензинских станица у Хрватској, Словенији, Босни и Херцеговини и Црној Гори.
ИНА има своје бушотине у Хрватској (копнене и морске) и у Египту.

## Зависна друштва
ИНА групу чине ИНА д.д. и више зависних друштава у потпуном или делимичном власништву ИНА-е, као и више повезаних предузећа. ИНА такође држи и власнички удео у Јадранском нафтоводу – ЈАНАФ-у д.д.
ИНА група има доминантан положај у Хрватској у истраживању и производњи нафте и гаса, преради нафте као и у трговини гаса и нафтних деривата.

## Власништво
Власништво над ИНА-ом имају по подацима из 2022. године мађарска фирма МОЛ 49,08%, Влада Републике Хрватске 44,84% и 6,08% институције и приватни инвеститори.
Мађарска нафтна компанија МОЛ је 2003. године купила 25% од укупних деоница плус једну деоницу ИНА-е на тендеру на којем су ужем кругу учествовали сам МОЛ, аустријски ОМВ и руски Росњефт. За те акције је су платили 505 милиона америчких долара. Током година удео власништва је растао. Касније је избио сукоб између хрватских власти и МОЛ-а који је решен арбиртажом.